# Sceloporus huichol
Sceloporus huichol (уічольська колюча ігуана) — вид ігуаноподібних ящірок родини фриносомових (Phrynosomatidae). Ендемік Мексики. Описаний у 2022 році.

## Поширення і екологія
Уічольські колючі ігуани поширені на півдні гірського хребта Західної Сьєрра-Мадре, від вулкана Сан-Хуан і гір Сьєрра-де-Аліка в штаті Наярит на схід до гір Сьєрра-лос-Уічолес на півночі штату Халіско. Вони живуть серед скель у сосново-дубових лісах. Зустрічаються на висоті від 1859 до 2549 м над рівнем моря.

## Етимологія
Вид був названий на честь корінного народу уічоль, поширеного в західній і центральній Мексиці.